# Coenophila jordani
Coenophila jordani är en fjärilsart som beskrevs av Turati 1912. Coenophila jordani ingår i släktet Coenophila och familjen nattflyn. Inga underarter finns listade i Catalogue of Life.